# Chokoladekrigen
|  | Denne artikel er oprettet af botten Steenthbot ud fra en ekstern database. Den kan derfor have sproglige fejl eller mangler. Denne skabelon kan fjernes efter kontrol af indholdet. |

Chokoladekrigen er en dansk dokumentarfilm fra 2022 instrueret af Miki Mistrati.

## Handling
Én mands kamp mod en milliard-industri af chokolademastodonter, der benhårdt benytter ulovligt børnearbejde i deres chokoladeproduktion. Fra detektivarbejde i Elfenbenskystens plantager til retssagsdrama.
For 20 år siden underskrev verdens største chokolade-giganter en aftale, om at arbejde på at afskaffe børneslaveri. Siden er problemet ikke blevet mindre. Derfor arbejder den amerikanske advokat, Terry Collingsworth indædt på at hive chokolade-giganterne i retten for brud på den amerikanske grundlov. Han har dedikeret sit liv til afskaffelsen af slaveri og menneskehandel, og til at kæmpe mod fødevaregiganterne og deres hær af advokater. Collingsworth forsøger at få Nestlé og Cargill dømt for systematisk at producere deres kendte brands ved at udnytte børn i Elfenbenskystens kakaoproduktion. Nu er sagen langt om længe nået til den amerikanske højesteret. 
Filmen følger Collingsworth gennem fem år, hvor han blandt andet rejser tilbage til de to vestafrikanske lande Mali og Elfenbenskysten for at samle nye beviser til retssagen. Her bliver han vidne til, hvordan industrien hellere vil dække over virkeligheden end at gøre noget seriøst ved problemet med de 1,5 mio børn, der arbejder ulovligt i chokoladeindustrien. Alene for at kunderne kan købe så billigt chokolade som muligt